# Cyklon

Obraz tropikalnego cyklonu na radarze

Cyklon − rodzaj cyrkulacji atmosferycznej typowej dla niżów barycznych; wirowy układ wiatru w obrębie niżu (przemieszczają się po liniach spiralnych od zewnątrz do środka).  Na półkuli północnej kierunek obrotu przeciwny do kierunku ruchu wskazówek zegara, zaś na południowej zgodny z kierunkiem wskazówek zegara (zob. efekt Coriolisa).
Cyklony występują zazwyczaj w umiarkowanych i niskich szerokościach geograficznych, ich przechodzeniu towarzyszą zmiany pogody (zmiany temperatury powietrza, ciśnienia, prędkości wiatru, pojawienie się silnych opadów itp.). Cyklony o katastrofalnych nieraz skutkach, występujące w niskich szerokościach geograficznych określa się jako cyklony tropikalne.